# Balthazar Ntivuguruzwa

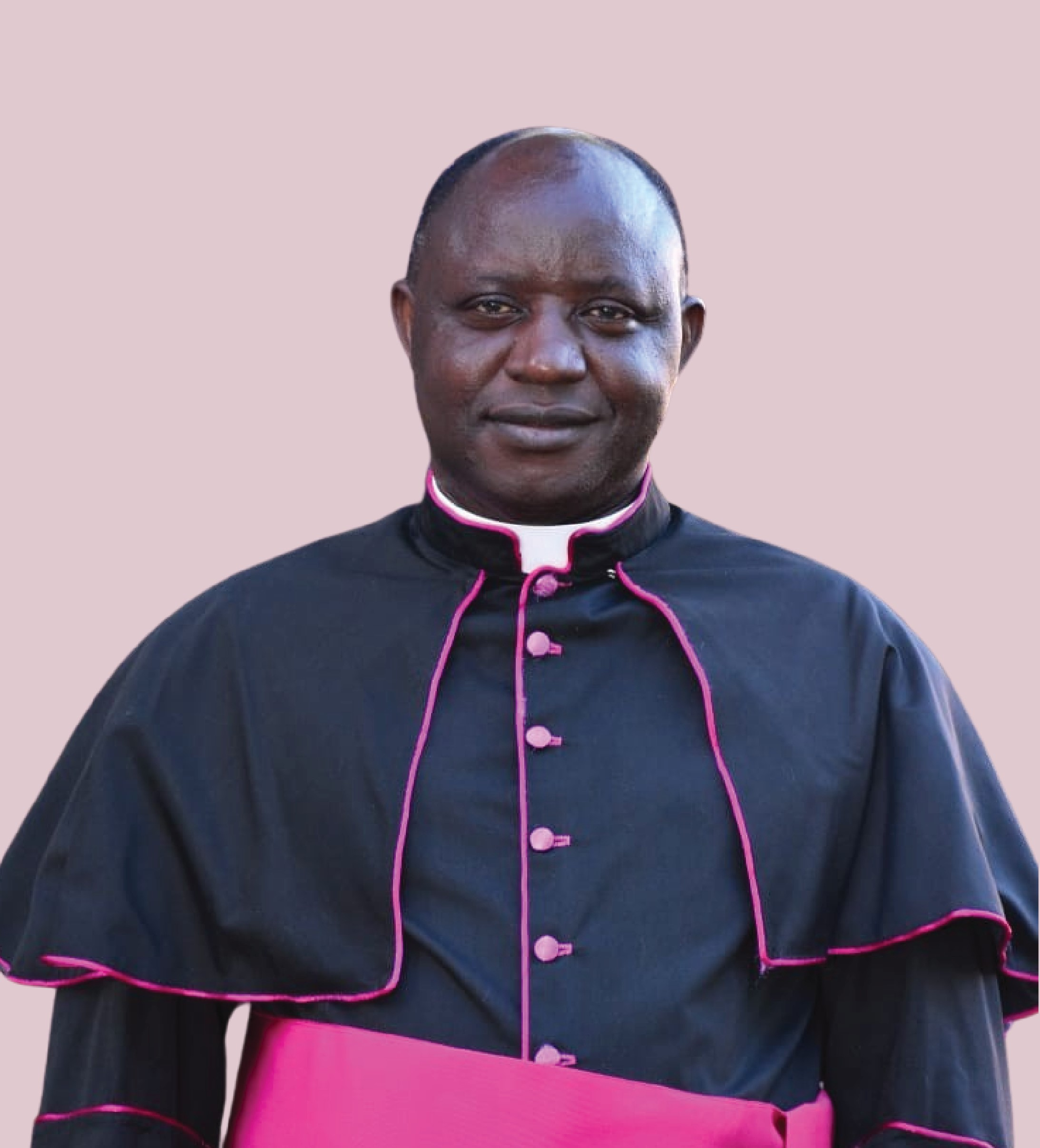
Balthazar Ntivuguruzwa, 2023

Balthazar Ntivuguruzwa (* 15. September 1967 im Distrikt Muhanga, Provinz Kayanza) ist ein ruandischer Geistlicher und römisch-katholischer Bischof von Kabgayi.

## Leben
Balthazar Ntivuguruzwa studierte Philosophie am Priesterseminar in Kabgayi und anschließend katholische Theologie an der Université Catholique du Congo in Kinshasa. Am 18. Januar 1997 empfing er das Sakrament der Priesterweihe für das Bistum Kabgayi.
Nach der Priesterweihe war er bis 2000 Vizerektor und Lehrer am Knabenseminar in Kabgayi. Anschließend war er bis 2003 bischöflicher Sekretär. Von 2003 bis 2010 studierte er an der Université catholique de Louvain und wurde in Moraltheologie promoviert. Während dieser Zeit arbeitete er zudem im Erzbistum Mecheln-Brüssel in der Pfarrseelsorge mit. Von 2010 bis 2017 war er Professor und Studiendekan am Priesterseminar in Nyakibanda und seither Rektor des Katholischen Instituts in Kabgayi.
Papst Franziskus ernannte ihn am 2. Mai 2023 zum Bischof von Kabgayi. Sein Amtsvorgänger Smaragde Mbonyintege spendete ihm am 17. Juni desselben Jahres die Bischofsweihe. Mitkonsekratoren waren der Erzbischof von Kigali, Antoine Kardinal Kambanda, und der Bischof von Byumba, Papias Musengamana.